# Mercedes Simplex
Mercedes Simplex – samochód osobowy produkowany przez niemieckie przedsiębiorstwo motoryzacyjne Daimler-Motoren-Gesellschaft w roku 1902.
Konstruktor tego samochodu, Wilhelm Maybach, dążył do tego, by model ten gwarantował „komfort przez prostotę zastosowanych rozwiązań”.
Mercedes Simplex – przodek kolejnych generacji Mercedesa – uznawany jest współcześnie za pierwszy na świecie samochód z prawdziwego zdarzenia, którego konstrukcja oparta była na takich ponadczasowych rozwiązaniach, jak czterostopniowa skrzynia biegów, napęd tylny, czy czteromiejscowy układ siedzeń.

## Dane techniczne Mercedes Simplex

### Silnik
- S4 6700 cm³[1]
- Układ zasilania: b.d.
- Średnica cylindra × skok tłoka: b.d.
- Stopień sprężania: b.d.
- Moc maksymalna: 40 KM (29,8 kW)[1]
- Maksymalny moment obrotowy: b.d.

### Osiągi
- Przyspieszenie 0–80 km/h: b.d.
- Przyspieszenie 0–100 km/h: b.d.
- Prędkość maksymalna: 119 km/h[1]